# Celia Alcántara
Clementina Angélica Palomero (Carlos Casares, Buenos Aires; 19 de dezembro de 1920 — Buenos Aires, 27 de maio de 2005) mais conhecida pelo seu pseudônimo de Celia Alcántara, foi uma atriz, roteirista e dramaturga argentina.

## Filmografia
- Simplemente María (1989)
- El vidente (1986)
- Bárbara Narváez (1985)
- La señora Ordónez (1984)
- Mi nombre es Lara (1983)
- Rosa de lejos (1980)
- Yo no pedi vivir (1977)
- Ven conmigo (1975)
- Extraño en su pueblo (1973)
- Simplesmente María (1968)
- Apasionada (1964)